# Circular Supremacy
Circular Supremacy è l'album di debutto del gruppo black metal norvegese Tidfall, pubblicato nel 2000.

## Tracce
1. In the Eyes of Death – 5:51
2. A Hidden Realm – 6:03
3. Allured by Grief – 4:44
4. Black Psychotic Castle – 3:01
5. Bloodact – 4:38
6. Shining Serpent – 5:31
7. In a Dark Dream – 4:37
8. Empty Silence – 6:03
9. Reflections – 5:32
10. Hymn to Fall – 6:04

## Formazione
- Abraxas - chitarra
- Aftanelder - synth
- Rogon D. Bloodgraat - chitarra ritmica, voce
- Sorg - basso
- Zarthon - batteria, cori